# Eremophila divaricata
Eremophila divaricata är en flenörtsväxtart. Eremophila divaricata ingår i släktet Eremophila och familjen flenörtsväxter.

## Underarter
Arten delas in i följande underarter:
- E. d. callewatta
- E. d. divaricata